# Zespół de Grouchy’ego

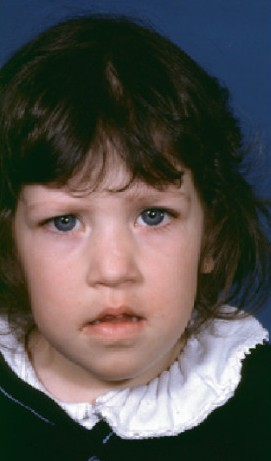
Dziewczynka z zespołem de Grouchy’ego typu I (delecja 18p)

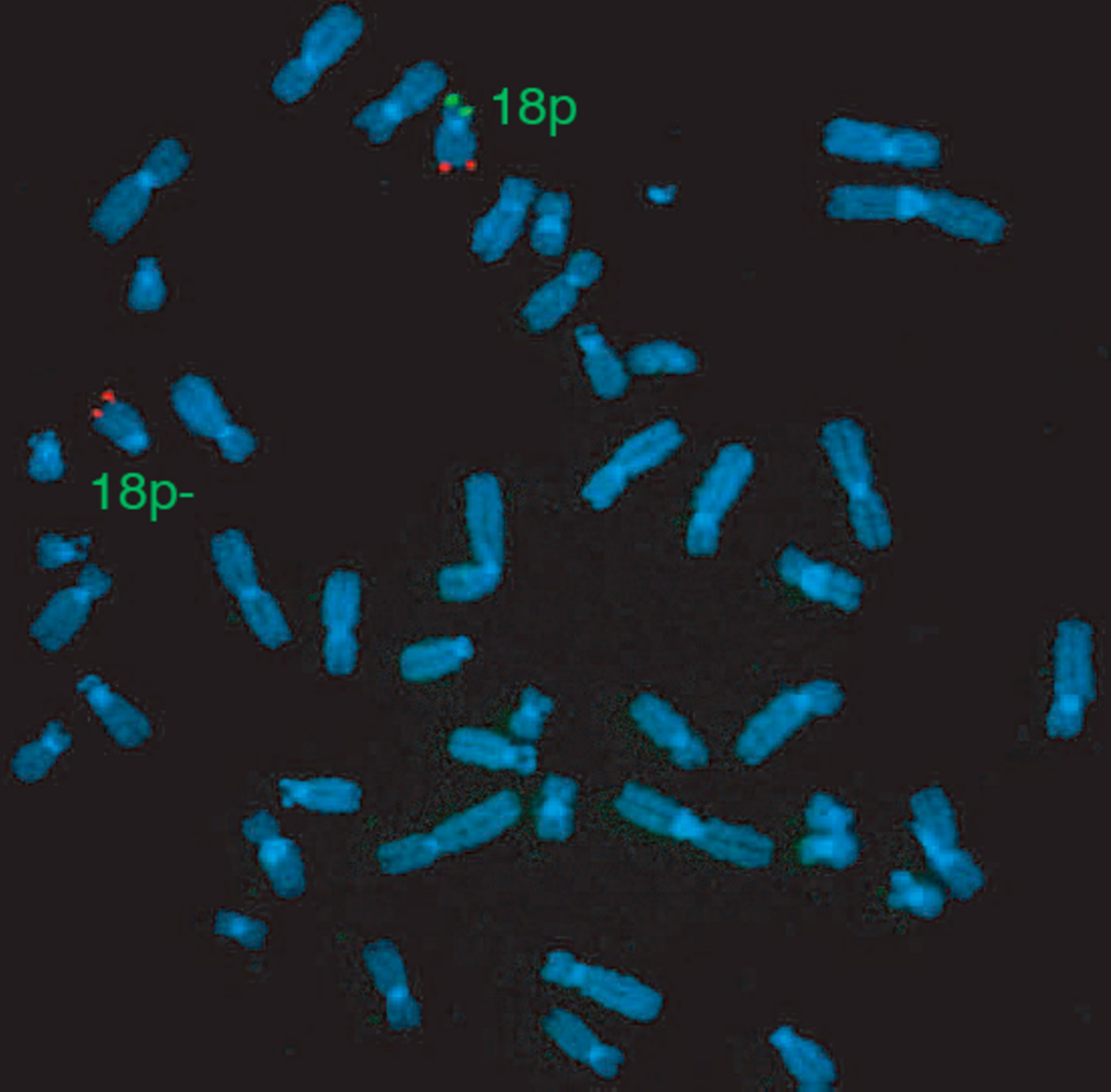
Wynik badania FISH u pacjentki z zespołem delecji 18p

Zespół de Grouchy’ego – rzadkie schorzenie genetyczne spowodowane nieprawidłowościami chromosomu 18. Dzieli się na dwa typy ze względu na rodzaj nieprawidłowości genetycznych:
- zespół de Grouchy’ego typu 1, inaczej monosomia 18 p, 18p-, zespół delecji 18p, zespół 18p- (delecja 18 p-, monosomia 18 p, ang. De Grouchy Syndrome, deletion 18p-, deletion of short arm chromosome 18, monosomy 18p, 18p- syndrome, 18p Minus Syndrome) – zróżnicowany fenotypowo zespół wad wrodzonych wywołany delecją krótkiego ramienia chromosomu 18 (typ 1)

- zespół de Grouchy’ego typu 2 (ang. 18q- syndrome, deletion 18q, monosomy 18q, monosomy 18 q syndrome, deletion of long arm chromosome 18) – wywołany delecją (brakiem) całości lub części długiego ramienia chromosomu 18.

## Zespół de Grouchy’ego typu 1
Występowanie 1:50 000 żywych urodzeń.
Charakteryzuje się zmiennym fenotypem. W najczęściej występującej formie cechy dysmorficzne zespołu są niespecyficzne i ujawniają się w sposób bardzo umiarkowany.
Główne cechy kliniczne, które zazwyczaj, ale nie zawsze są obecne to niskorosłość, okrągła twarz (z wiekiem przyjmująca jednak wydłużony kształt), opadające powieki, długie uszy, szerokie usta. 
Na ogół występuje upośledzenie umysłowe od lekkiego oscylującego w granicach normy intelektualnej do umiarkowanego. Sporadycznie zdarzają się w tym zespole osoby pozbawione cech upośledzenia umysłowego.
U niewielkiego odsetka pacjentów tzn. od 10 do 15% wszystkich przypadków obserwuje się ciężkie malformacje mózgu i twarzy związane ze spektrum zaburzeń holoprozencefalii.
Do postawienia ostatecznej diagnozy konieczna jest analiza cytogenetyczna.
Na to rzadkie schorzenie genetyczne nie ma specyficznego leczenia, ale programy wczesnej interwencji edukacyjnej, terapia logopedyczna mogą bardzo pomóc w rozwoju intelektualnym dziecka. Natomiast można i należy leczyć takie dzieci i osoby dorosłe ze schorzeń nabytych i/lub współwystępujących, jak wszystkich innych pacjentów.
Częściej zdarza się w tym zespole hipotonia mięśniowa, u garstki osób z zespołem de Grouchy’ego stwierdzono również dystonię lub „przypuszczalną” dystonię (ang. putative dystonia). Konieczna więc jest właściwa diagnostyka i opieka neurologiczna.Wskazane są również regularne wizyty u okulisty, osoby te mają czasem wady wzroku (daleko lub krótkowzroczność) wymagające korekcji. W zespole tym często występuje skłonność do poważnych powikłań infekcji ucha (głuchota) i zatok, dlatego wymagane są regularne badania laryngologiczne i skuteczne identyfikowanie patogenów prowadzących do zakażeń. Czasem ludzie ci mają wady serca – konieczne więc są konsultacje kardiologiczne. Mają większą niż w ogólnej populacji skłonność do chorób tarczycy – wymagana jest coroczna ocena stanu tego gruczołu przez lekarza endokrynologa (USG, poziom hormonów). Zdarza się, że dzieci z tym zespołem mają niedobór hormonu wzrostu, co bywa przyczyną niskorosłości. Zmiany układu szkieletowego, mięśniowego, kości,rdzenia kręgowego, stawów (artretyzm), nieprawidłowości krzywizny kręgosłupa, płaskostopie, szpotawość stóp, ucisk rdzenia kręgowego na nerwy mogą prowadzić do poważnych zaburzeń chodu – dlatego tak ważne jest odpowiednie reagowanie, szybka diagnostyka, leczenie i rehabilitacja. Ludzie ci mają często problemy z trawieniem. Mają czasem niedobór immunoglobuliny A (IgA) i z tego powodu większą skłonność do zakażeń, na co lekarze powinni zwracać baczną uwagę i reagować w odpowiednim czasie z powodu potencjalnych powikłań, występujących u tych osób częściej.
Z wyjątkiem niewielkiego odsetka pacjentów z poważnymi malformacjami/wadami anatomicznymi mózgu (spektrum zaburzeń holoprozencefalii) długość życia ludzi z tą delecją nie wydaje się być znacznie zredukowana. Czasem, mimo „inności” fenotypu i genotypu, nie cierpią oni na poważne dolegliwości zdrowotne, szczególnie jeżeli są pod odpowiednią opieką lekarzy potrafiących w porę wychwycić dany problem zdrowotny i zapobiec jego skutkom.

## Zespół de Grouchy’ego typu 2
Fenotyp zmienny. Zależy od miejsca i wielkości uszkodzenia na długim ramieniu chromosomu 18. W najczęściej występującej formie cechy dysmorficzne zespołu są niespecyficzne i ujawniają się w sposób bardzo umiarkowany. Na ogół, choć nie zawsze, występują: opóźnienie umysłowe od bardzo lekkiego do ciężkiego, niski wzrost (około 80% z zespołem ma wzrost poniżej 5 percentyla), hipotonia, niedosłuch z powodu wąskich lub zarośniętych kanałów słuchowych, zaburzenia wzroku, zbyt małe serce i jego wady, niedobór IgA, malformacje dłoni i stóp. Obecne mogą być, w różnym stopniu zaznaczone, cechy dysmorficzne twarzy: nieprawidłowo wykształcone małżowiny uszne, krótkie szpary powiekowe, krótkie wędzidełko języka, rozszczep podniebienia, mikrocefalia.
Na te rzadkie zaburzenia dziedziczne ze spektrum 18q-, tak jak i zespole 18p- nie ma specyficznego leczenia. Pomocne mogą być: różne formy fizjoterapii, usprawnianie logopedyczne w przypadku opóźnionego rozwoju mowy oraz stymulowanie rozwoju umysłowego i terapie behawioralne. 
Trzeba natomiast dzieci i ludzi dorosłych leczyć z chorób nabytych i współistniejących, tak jak w zespole de Grouchy’ego typu 1. Mogą w różnym stopniu mieć większą skłonność do zakażeń, chorób serca, przewodu pokarmowego (refluks), schorzeń dermatologicznych, laryngologicznych, zaburzeń układu szkieletowego i mięśniowego, schorzeń stawów i kręgosłupa, neurologicznych, endokrynologicznych dlatego konieczna jest specjalistyczna opieka ze strony lekarzy potrafiących w odpowiednim czasie zdiagnozować problem i podjąć się jego leczenia.

## Zespół 18-R
Obecność chromosomu pierścieniowego w miejscu jednego z chromosomów 18 pary skutkuje fenotypem pośrednim między zespołem delecji 18q a zespołem delecji 18p. Jego położenie na krótszym bądź dłuższym ramieniu chromosomu 18 powoduje, że dana osoba będzie miała więcej cech z 18p- lub z 18q-.